# Philippe Deslandes
Pour les articles homonymes, voir Deslandes.
Philippe Deslandes (né le 22 septembre 1946 à Criquetot-l'Esneval, dans la Seine-Maritime) est un haut fonctionnaire et homme politique français.

## Biographie
Né le 22 septembre 1946 à Criquetot-l'Esneval, en Seine-Maritime, fils d'un notaire, Philippe Deslandes est ancien élève de l'École navale, de l'École d'application des enseignes de vaisseau, et de l'École nationale d'administration (promotion Pierre-Mendès-France, 1976-1978). À l'ENA, il est « très copain » avec Philippe de Villiers.
Après avoir été marin dès l'âge de 18 ans, il entame une carrière de haut fonctionnaire. Proche de Charles Pasqua, dont il est directeur de cabinet en 1986-88. Pendant quatre ans et demi, à partir de 1988, il fait une « parenthèse » dans le privé, chez Alcatel. À la même époque, il est adhérent au Rassemblement pour la République.
Il occupe par la suite, entre autres postes, ceux de préfet d'Eure-et-Loir (1993-1995) et  du Val-d'Oise (1995-1998)
Envoyé à Monaco, est conseiller de gouvernement pour l'Intérieur de 1998 à 2006.
Il revient en France en tant que préfet de la région Champagne-Ardenne, préfet de la Marne entre 2006 et 2008.
À l'occasion de la primaire de la droite et du centre de 2016, il représente Alain Juppé au sein de la commission départementale d'organisation du Loir-et-Cher.

## Récompenses et distinctions

### Décorations
- Officier de la Légion d'honneur Il est fait chevalier le 13 juillet 1994[9], puis est promu officier le 13 juillet 2004[10].